# 2007년 세계 수영 선수권 대회
제12회 세계 수영 선수권 대회는 2007년 3월 17일에서 4월 1일까지 오스트레일리아 멜버른에서 열린 국제 수영 대회이다. 대회는 Melbourne Sports and Aquatic Centre (다이빙과 수구), St Kilda Beach (오픈 워터 스위밍), 로드 레이버 아레나에 임시로 설치한 수영장인 수지 오닐 풀(싱크로나이즈도 스위밍과 경영) 등 세 곳에서 나뉘어 진행되었다.
이 대회에는 21만 5천 명이 넘는 관중이 경기장을 찾아 역대 최다 관중수를 기록했다.

## 메달 집계
개최국
| 순위 | 국가              | 금메달 | 은메달 | 동메달 | 합계 |
| ---- | ----------------- | ------ | ------ | ------ | ---- |
| 1    | 미국              | 21     | 14     | 5      | 40   |
| 2    | 러시아            | 11     | 6      | 8      | 25   |
| 3    | 오스트레일리아    | 9      | 9      | 8      | 26   |
| 4    | 중화인민공화국    | 9      | 5      | 2      | 16   |
| 5    | 프랑스            | 3      | 2      | 2      | 7    |
| 6    | 독일              | 2      | 5      | 4      | 11   |
| 7    | 폴란드            | 2      | 1      | 1      | 4    |
| 8    | 남아프리카 공화국 | 2      | 0      | 1      | 3    |
| 9    | 일본              | 1      | 4      | 8      | 13   |
| 10   | 캐나다            | 1      | 3      | 1      | 5    |
| 11   | 이탈리아          | 1      | 2      | 6      | 9    |
| 12   | 스웨덴            | 1      | 1      | 1      | 3    |
| 13   | 대한민국          | 1      | 0      | 1      | 2    |
| 13   | 우크라이나        | 1      | 0      | 1      | 2    |
| 15   | 크로아티아        | 1      | 0      | 0      | 1    |
| 16   | 스페인            | 0      | 4      | 3      | 7    |
| 17   | 네덜란드          | 0      | 2      | 3      | 5    |
| 17   | 영국              | 0      | 2      | 3      | 5    |
| 19   | 짐바브웨          | 0      | 2      | 0      | 2    |
| 20   | 헝가리            | 0      | 1      | 1      | 2    |
| 21   | 벨라루스          | 0      | 1      | 0      | 1    |
| 21   | 스위스            | 0      | 1      | 0      | 1    |
| 23   | 오스트리아        | 0      | 0      | 1      | 1    |
| 23   | 덴마크            | 0      | 0      | 1      | 1    |
| 23   | 이집트            | 0      | 0      | 1      | 1    |
| 23   | 그리스            | 0      | 0      | 1      | 1    |
| 23   | 베네수엘라        | 0      | 0      | 1      | 1    |
| 합계 | 합계              | 66     | 65     | 64     | 195  |

## 대회 이모저모
- 대한민국 박태환이 세계선수권 사상 최초로 메달을 획득하였다.